# A magyar Országgyűlés elnökeinek listája
A magyar Országgyűlés elnöke egy 1944. december 21-e óta folyamatosan létező politikai pozíció. 1949 és 1989 között a pontos megnevezése A Magyar Népköztársaság Országgyűlésének elnöke volt. A tisztség 1918 és 1927, valamint 1945 és 1947 között is létezett, a Nemzetgyűlés Elnöke elnevezéssel. 1944-1945-ben az Ideiglenes Nemzetgyűlés elnöke volt a pozíció betöltőjének pontos megnevezése. Jelenleg az öt legfőbb magyar közjogi méltóság közül a harmadik.

## Története
A modern magyar parlament az 1918 (ténylegesen 1920) és 1927 közötti időszakot leszámítva alakulásától (1861) fogva hivatalosan egészen 1945-ig kétkamarás volt; egy képviselő- és egy felsőházból állt. 1918. november 16. (ténylegesen 1920. február 18.) és 1927. január 28., valamint 1945. november 29. és 1947. szeptember 16. között a tisztség elnevezése a Nemzetgyűlés elnöke, míg 1944. december 21. és 1945. november 29. között az Ideiglenes Nemzetgyűlés elnöke volt.
A tisztség ma az egyik legfontosabb közjogi pozíció; a köztársasági elnöki jogkört az Országgyűlés elnöke gyakorolja az államfői megbízatás idő előtti megszűnése vagy az államfő akadályoztatása esetén. Az ideiglenes államfői jogkör korlátozott, nem illeti meg például a vétójog, illetve a feloszlatás joga. A „helyettesítés” idején az Országgyűlés elnöke képviselői jogait nem gyakorolhatja. Ilyen csak egyszer fordult elő; 1989. október 23. és 1990. augusztus 3. között a Parlament elnöke (Szűrös Mátyás, majd Göncz Árpád), mint ideiglenes köztársasági elnök gyakorolta az államfői jogokat.
A mindenkori elnök védi az Országgyűlés jogait, őrködik a Ház méltósága és tekintélye felett, ügyel a házszabályok helyes alkalmazására, szervezi az Országgyűlés belső életét; koordinálja a bizottságok tevékenységét (intézményes formája a Bizottsági elnöki értekezlet), kapcsolatot tart a frakciókkal (intézményes formája a Házbizottság), meghatározza az Országgyűlés hivatali szervének ügyrendjét, kinevezi vezetőit, valamint felelős az Országgyűlés költségvetésének összeállításáért és végrehajtásáért.

## Lista

### A Nemzetgyűlés elnökei
| # | Portré | Házelnök                                                      | Hivatal kezdete     | Hivatal vége        | Párt  | Párt |
| - | ------ | ------------------------------------------------------------- | ------------------- | ------------------- | ----- | ---- |
| 1 |        | idősebb nagyrákói és nagyselmeci Rakovszky István (1858–1931) | 1920. február 18.   | 1921. július 30.    | KNEP  |      |
| 2 |        | gyulai Gaál Gaszton (1868–1932)                               | 1921. július 30.    | 1922. augusztus 16. | OKGFP |      |
| 2 | EP     | gyulai Gaál Gaszton (1868–1932)                               | 1921. július 30.    | 1922. augusztus 16. |       |      |
| 3 |        | nagykéri Scitovszky Béla (1878–1959)                          | 1922. augusztus 16. | 1926. október 18.   | EP    |      |
| 4 |        | zsitvateői Zsitvay Tibor (1884–1969)                          | 1926. október 18.   | 1927. január 28.    | EP    |      |

1927-ben az Nemzetgyűlés kétkamarás törvényhozássá vált.

### AzIdeiglenes Nemzetgyűléselnökei
| # | Portré | Házelnök                               | Hivatal kezdete    | Hivatal vége       | Párt      | Párt |
| - | ------ | -------------------------------------- | ------------------ | ------------------ | --------- | ---- |
| — |        | ideiglenesen Vásáry István (1887–1955) | 1944. december 21. | 1944. december 21. | FKGP      |      |
| 5 |        | lőcsei Zsedényi Béla (1894–1955)       | 1944. december 21. | 1945. november 29. | független |      |

### A Nemzetgyűlés elnöke (1945–1947)
| # | Portré | Házelnök                | Hivatal kezdete      | Hivatal vége         | Párt | Párt |
| - | ------ | ----------------------- | -------------------- | -------------------- | ---- | ---- |
| 6 |        | Nagy Ferenc (1903–1979) | 1947. szeptember 16. | 1949. június 8.      | FKGP |      |
| 7 |        | Varga Béla (1903–1979)  | 1946. február 7.     | 1947. július 3.      | FKGP |      |
| 8 |        | Szabó Árpád (1878–1948) | 1947. július 4.      | 1947. szeptember 16. | FKGP |      |

### Az Országgyűlés elnöke (1947–1949)
| #  | Portré | Házelnök               | Hivatal kezdete      | Hivatal vége        | Alelnök(ök)                 | Párt    | Párt |
| -- | ------ | ---------------------- | -------------------- | ------------------- | --------------------------- | ------- | ---- |
| 9  |        | Nagy Imre (1896–1958)  | 1947. szeptember 16. | 1949. június 8.     | - Kéthly Anna - Szabó Árpád | MKP MDP |      |
| 10 |        | Olt Károly (1904–1985) | 1949. június 8.      | 1949. augusztus 23. |                             | MDP     |      |

### A Magyar Népköztársaság Országgyűlésének elnöke (1949–1989)
| #  | Portré | Házelnök                     | Hivatal kezdete     | Hivatal vége        | Párt       | Párt |
| -- | ------ | ---------------------------- | ------------------- | ------------------- | ---------- | ---- |
| 11 |        | Drahos Lajos (1895–1983)     | 1949. augusztus 23. | 1951. május 18.     | MDP        |      |
| 12 |        | Dögei Imre (1912–1964)       | 1951. május 18.     | 1952. augusztus 14. | MDP        |      |
| 13 |        | Rónai Sándor (1892–1965)     | 1952. augusztus 14. | 1963. március 21.   | MDP MSZMP  |      |
| 14 |        | Vass Istvánné (1915–1980)    | 1963. március 21.   | 1967. április 14.   | MSZMP      |      |
| 15 |        | Kállai Gyula (1910–1996)     | 1967. április 14.   | 1971. május 12.     | MSZMP      |      |
| 16 |        | Apró Antal (1913–1994)       | 1971. május 12.     | 1984. december 19.  | MSZMP      |      |
| 17 |        | Sarlós István (1921–2006)    | 1984. december 19.  | 1988. június 29.    | MSZMP      |      |
| 18 |        | Stadinger István (1927–2018) | 1988. június 29.    | 1989. március 10.   | MSZMP      |      |
| 19 |        | Szűrös Mátyás (1933–)        | 1989. március 10.   | 1989. október 23.   | MSZMP MSZP |      |

### Az Országgyűlés elnöke (1989–jelenleg)
| #  | Portré | Házelnök                          | Hivatal kezdete      | Hivatal vége         | Párt      | Párt |
| -- | ------ | --------------------------------- | -------------------- | -------------------- | --------- | ---- |
| —  |        | ideiglenesen Fodor István (1945–) | 1989. október 23.    | 1990. május 2.       | független |      |
| 20 |        | Göncz Árpád (1922–2015)           | 1990. május 2.       | 1990. augusztus 2.   | SZDSZ     |      |
| 21 |        | Szabad György (1924–2015)         | 1990. augusztus 2.   | 1994. június 27.     | FKGP      |      |
| 22 |        | Gál Zoltán (1940–)                | 1994. június 27.     | 1998. június 17.     | MSZP      |      |
| 23 |        | Áder János (1959–)                | 1998. június 18.     | 2002. május 14.      | Fidesz    |      |
| 24 |        | Szili Katalin (1956–)             | 2002. május 15.      | 2009. szeptember 14. | MSZP      |      |
| 25 |        | Katona Béla (1944–)               | 2009. szeptember 15. | 2010. május 13.      | MSZP      |      |
| 26 |        | Schmitt Pál (1942–)               | 2010. május 14.      | 2010. augusztus 5.   | Fidesz    |      |
| 27 |        | Kövér László (1959–)              | 2010. augusztus 5.   | hivatalban           | Fidesz    |      |